# Alter Friedhof (Bad Honnef)

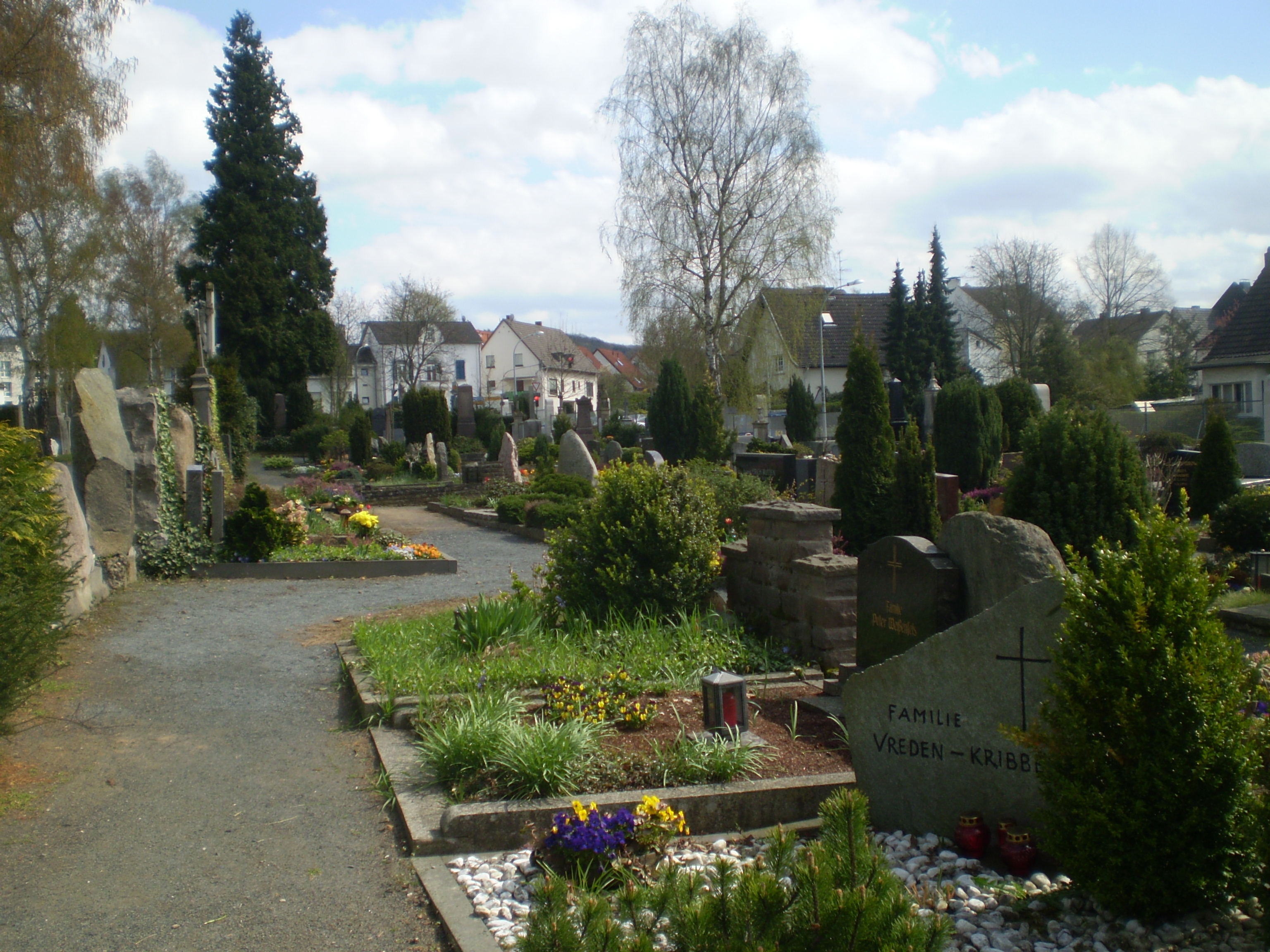
Blick über den Alten Friedhof (2012)

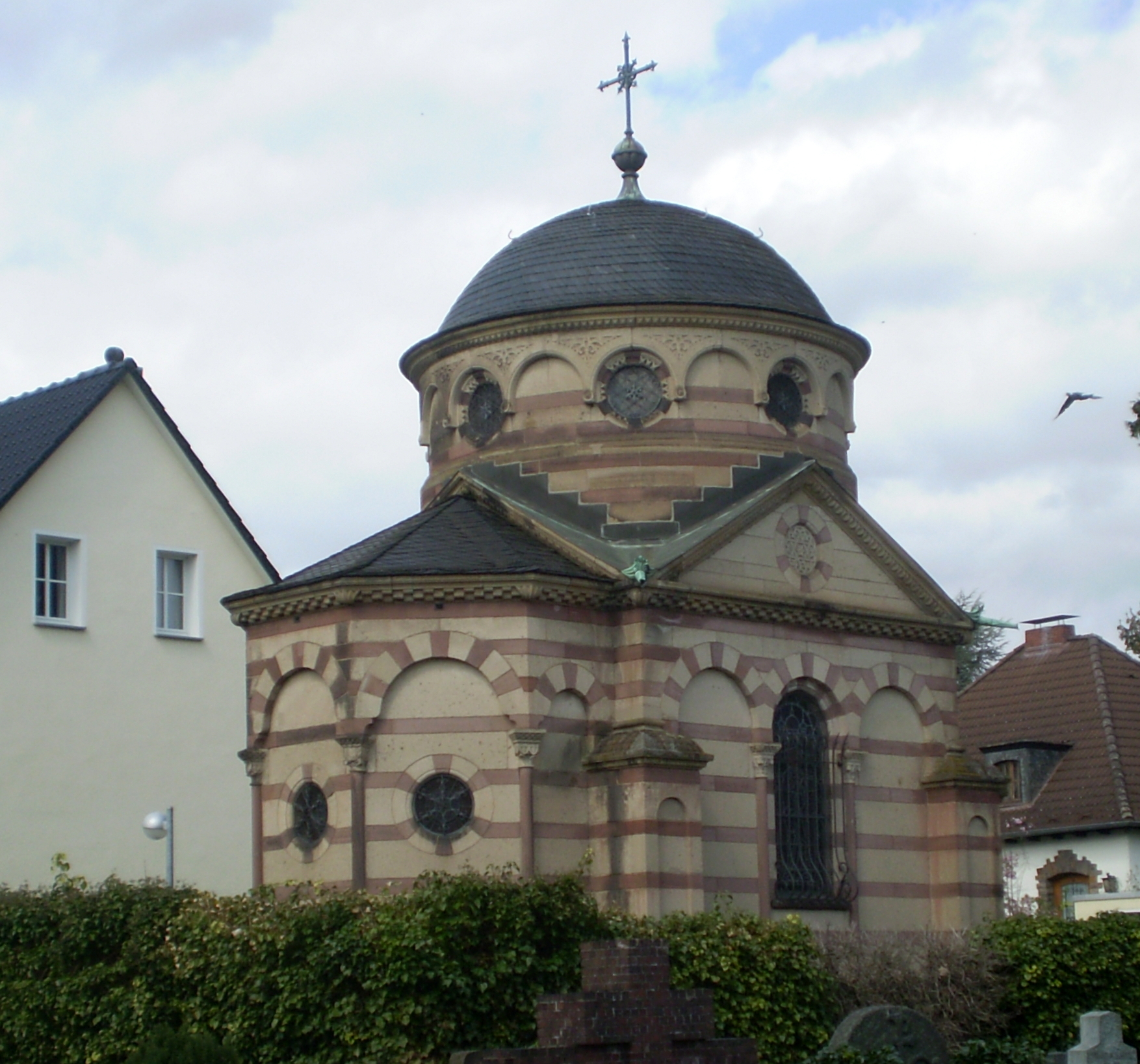
Mausoleum für Mila Röder

Der Alte Friedhof in Bad Honnef, einer Stadt im nordrhein-westfälischen Rhein-Sieg-Kreis, geht auf das Jahr 1831 zurück. Er steht als Baudenkmal unter Denkmalschutz.

## Lage
Der Friedhof erstreckt sich auf einem trapezförmigen Grundriss zwischen der Menzenberger Straße (L 144) im Süden und der Straße Am Wolfshof im Norden, an der sich der Eingang befindet. Im Westen wird er durch Wohnbebauung begrenzt, im Osten durch die Linzer Straße (ebenfalls Hauptverkehrsstraße und Teil der L 144). Die Länge des Friedhofs (von Westen nach Osten) beträgt etwa 120 Meter, die sich nach Osten verjüngende Breite (von Süden nach Norden) im Mittel etwa 50 Meter.

## Geschichte
Vor der Neuanlage des Alten Friedhofs im Jahre 1831 diente der Kirchhof der Pfarrkirche St. Johann Baptist als Begräbnisstätte. Aus der Zeit davor sind keine Grabsteine überkommen. Ursprünglich wurde der Alte Friedhof Pompbeuel genannt – der Name der Anhöhe, auf der sich der Friedhof befindet. In den Jahren 1851, 1865 und 1883 fanden Erweiterungen der Begräbnisstätte statt. Noch 1895 befand sie sich inmitten unbebauten Geländes. 1910/11 wurde am südlichen Stadtrand der Neue Friedhof angelegt.
Am Rande des Friedhofs stehen zwei als Mausoleum dienende Grabkapellen: eine im Stil der Neugotik und im Nordwesten eine weitere, die zu Ehren der 1887 verstorbenen Sängerin Mila Röder errichtet wurde. Ihr ist eine byzantinische Kuppel aufgesetzt, die Krypta ist heute zugemauert. Der Eingangsbereich des Friedhofs nimmt die ältesten erhaltenen Gräber auf.
Am 10. Februar 2000 erfolgte die Eintragung des Alten Friedhofs in die Denkmalliste der Stadt, nachdem zuvor nur das Mausoleum für Mila Röder unter Schutz stand. 2011 wurde im Zuge der Sanierung der Menzenberger Straße die südliche Umfassungsmauer des Friedhofs erneuert.

## Beigesetzte Persönlichkeiten
- Clemens Joseph Adams (1831–1876), Bürgermeister von Honnef 1862–1876
- Gustav Elten (1803–1891), preußischer Generalleutnant
- Carl Ludwig von Proff-Irnich (1816–1895), Jurist, Mediziner und Parlamentarier
- Franz Wülffing (1814–1896), preußischer Landrat
- Otto Hölterhoff (1838–1899), Kaufmann, Stifter der Elly-Hölterhoff-Böcking-Stiftung[5][6][7]:31
- Emma Elwin (1824/25–1900), Malerin
- Hugo von Obernitz (1819–1901), preußischer Offizier
- Adolph Baedeker (1810–1906), Verleger und Buchhändler
- Theodor Waechter (1858–1907), Bürgermeister von Honnef 1889–1907[8][9]
- Alfred Trappen (1828–1908), Maschinenbauingenieur
- Hubert Theodor Daniels (1832–1911), Pfarrer an St. Johann Baptist 1887–1911, Ehrenbürger der Stadt[10][7]:31
- Karl von Voigt (1841–1911), preußischer Generalleutnant
- Hubert Schaaffhausen (1844–1927), Geheimer Justizrat, Sohn von Hermann Schaaffhausen[7]:32
- Hermine Bovet (1842–1930), Pianistin, Klavier- und Gesangspädagogin
- Julius Bredt (1855–1937), Chemiker
- Peter Lipp (1885–1947), Chemiker
- Julius Bretz (1870–1953), Landschaftsmaler
- Peter Terkatz (1880–1954), Bildhauer
- Otto von Heydebreck (1887–1958), Journalist
- Carlo Mense (1886–1965), Maler des Rheinischen Expressionismus und der Neuen Sachlichkeit
- Kurt Cornelius (1893–1966), Kommunal- und Landespolitiker[11]
- Maria Lipp (1892–1966), Chemikerin und Professorin
- Jakob Mölbert (1893–1979), Bürgermeister von Honnef 1946–1949, 1952–1961 und 1964–1972, Ehrenbürger der Stadt
- Karl Günter Werber (1929–2013), Germanist, Buchhändler und Heimatforscher
- Günther Massenkeil (1926–2014), Musikwissenschaftler, Hochschullehrer, Autor und Konzertsänger
- Franz Josef Kayser (1928–2015), Verleger und Bürgermeister von Honnef 1972–1982 und 1990–1999
- Manfred Speck (1946–2023), politischer Beamter und Staatssekretär